# سیارک ۲۵۴۳۲
سیارک ۲۵۴۳۲ (به انگلیسی: 25432 Josepherli، نامگذاری:1999VG225) بیست و پنج هزار و چهارصد و سی و دومین سیارک کشف شده‌است که در ۵ نوامبر ۱۹۹۹ کشف شد.
قدر مطلق سیارک برابر ۷.۸ است.